# Saprosites imperfuscus
Saprosites imperfuscus är en skalbaggsart som beskrevs av Schmidt 1922. Saprosites imperfuscus ingår i släktet Saprosites och familjen Aphodiidae. Inga underarter finns listade i Catalogue of Life.